# Diablo Immortal
Diablo Immortal is een computerspel ontwikkeld door NetEase en uitgegeven door Blizzard Entertainment voor de mobiele platforms Android en iOS. Het actierollenspel is uitgekomen op 2 juni 2022 en maakt deel uit van de Diablo-franchise.
In april 2022 kondigde Blizzard een bètaversie aan voor Windows, die dezelfde inhoud zou krijgen als de mobiele versie, en waarbij cross-play tussen deze platforms mogelijk zou zijn. Deze aankondiging week af van een eerdere aankondiging dat Immortal exclusief zou verschijnen voor mobiele platforms.
Diablo Immortal is niet beschikbaar gesteld in Nederland en België.

## Spel
De gebeurtenissen in het spel bevinden zich tussen Diablo II en Diablo III in. Speelbare klassen zijn de Barbarian, Monk, Wizard, Demon Hunter, Crusader en Necromancer. De speler neemt het op tegen hordes demonen en monsters en moet de verborgen scherven van de Worldstone zien te vinden en vernietigen, om zo Skarn, Heer van Verdoemenis, te verhinderen de Sanctuary-wereld met de grond gelijk te maken.

## Ontvangst
| Recensiescore       | Recensiescore      |
| Recensieverzamelaar | Score              |
| ------------------- | ------------------ |
| Metacritic          | 67% (iOS) 59% (PC) |
| Publicist           | Score              |
| Destructoid         | 6                  |
| Game Informer       | 8,5                |
| GameSpot            | 6                  |
| IGN                 | 6                  |
| PCMag               | 4/5                |

Diablo Immortal ontving gemengde en matige recensies. Men prees het gevechtssysteem, de gameplay, graphics, presentatie en gebruikersinterface. Kritiek was er op het verhaal, levelopwaardeersysteem en de stemacteurs. Ook werd er kritiek geuit op het genereren van inkomsten uit het spel, de zogeheten microtransacties.
Op Metacritic, een recensieverzamelaar, heeft het spel scores van 67% en 59% voor respectievelijk de iOS-versie en pc-versie.